# Coelometopon drakensbergense
Coelometopon drakensbergense är en skalbaggsart som beskrevs av Perkins 2005. Coelometopon drakensbergense ingår i släktet Coelometopon och familjen vattenbrynsbaggar. Inga underarter finns listade i Catalogue of Life.